# Склабінський потік
Склабінський потік (словац. Sklabinský potok) — річка в Словаччині; права притока Турца. Протікає в окрузі Мартін.
Довжина — 17.4 км. У верхній течії творить Склабінську долину. Витікає в масиві Велика Фатра на висоті 930 метрів.
Протікає територією сіл Склабіня; Дякова; Дражковце; Заборіє і міста Мартін. Впадає у Турець на висоті 375 метрів.